# Leptogaster nartshukae
Leptogaster nartshukae är en tvåvingeart som beskrevs av Pavel Lehr 1961. Leptogaster nartshukae ingår i släktet Leptogaster och familjen rovflugor. Inga underarter finns listade i Catalogue of Life.